# Гонка Формулы-E в Мехико
Гонка Формулы-Е в Мехико — этап соревнования среди одноместных электрических болидов чемпионата Формулы Е, который проводится на Автодроме имени братьев Родригес, в Мехико, Мексика. Впервые этап был проведен в сезоне 2015—16.

## Трасса
Этап проводится на Автодроме имени братьев Родригес и на данный момент это единственный этап чемпионата проводящийся на гоночной трассе, а не на временной городской. Для этапа используется специальная конфигурация, отличающаяся от той, что используется в Формуле-1. Для гонок Формулы-E конфигурация трассы основывается на коротком овале, на котором проводятся гонки местных чемпионатов серийных автомобилей. Эта конфигурация включает знаменитый поворот Peraltada, разделенный шиканой, и секцию, проходящей по периметру стадиона.
К сезону 2016—17 шикана в первом повороте была заменена на резкий поворот на овальную часть трассы.
Трасса была серьёзно изменена для сезона 2019—20. После многочисленных аварий в узких шиканах в прошлых сезонах, организаторы стали избавляться от них. Это было сделано и здесь, так как в 2019 году произошла крупная авария с участием Нельсона Пике. Соответственно были убраны узкие шиканы, в том числе и в повороте Peraltada, и добавлен небольшой участок трассы, который занимает 10 и 11 повороты конфигурации для Формулы-1 с разворотом.
В 2021 году из-за пандемии COVID-19 автодром имени братьев Родригес не мог принимать гонки, так как там был развёрнут временный госпиталь, и этап в Мексике прошёл на Автодроме имени Мигеля Абеда, который находится примерно в 30 км от города Пуэбла.

## Победители гонки Формулы-Е в Мехико
| Сезон   | Дата проведения                  | №                                | Пилот                            | Команда                          | Трасса                           | Отчёт                            |
| ------- | -------------------------------- | -------------------------------- | -------------------------------- | -------------------------------- | -------------------------------- | -------------------------------- |
| 2024—25 | 11 января 2025                   | 9                                | Оливер Роуленд                   | Nissan Formula E Team            | Автодром имени братьев Родригес  | Отчёт                            |
| 2023—24 | 13 января 2024                   | 8                                | Паскаль Верляйн                  | TAG Heuer Porsche Formula E Team | Автодром имени братьев Родригес  | Отчёт                            |
| 2022—23 | 14 января 2023                   | 7                                | Джейк Деннис                     | Avalanche Andretti Formula E     | Автодром имени братьев Родригес  | Отчёт                            |
| 2021—22 | 12 февраля 2022                  | 6                                | Паскаль Верляйн                  | TAG Heuer Porsche Formula E Team | Автодром имени братьев Родригес  | Отчёт                            |
| 2020—21 | Отменена из-за пандемии COVID-19 | Отменена из-за пандемии COVID-19 | Отменена из-за пандемии COVID-19 | Отменена из-за пандемии COVID-19 | Отменена из-за пандемии COVID-19 | Отменена из-за пандемии COVID-19 |
| 2019—20 | 15 февраля 2020                  | 5                                | Митч Эванс                       | Panasonic Jaguar Racing          | Автодром имени братьев Родригес  | Отчёт                            |
| 2018—19 | 16 февраля 2019                  | 4                                | Лукас ди Грасси                  | Audi Sport ABT Schaeffler        | Автодром имени братьев Родригес  | Отчёт                            |
| 2017—18 | 3 марта 2018                     | 3                                | Даниэль Абт                      | Audi Sport ABT Schaeffler        | Автодром имени братьев Родригес  | Отчёт                            |
| 2016—17 | 1 апреля 2017                    | 2                                | Лукас ди Грасси                  | ABT Schaeffler Audi Sport        | Автодром имени братьев Родригес  | Отчёт                            |
| 2015—16 | 12 марта 2016                    | 1                                | Жером Д’Амброзио                 | Dragon Racing                    | Автодром имени братьев Родригес  | Отчёт                            |

## Галерея
- Конфигурация в сезоне 2015-16
- Конфигурация трассы, использовавшаяся с сезона 2016/17 по сезон 2018/19 включительно
- Конфигурация трассы, использовавшаяся в сезонах 2019/20 и 2021/22
- Конфигурация трассы, использующая с сезона 2022/23